# Гамарня (Кам'янець-Подільський район)
Гама́рня — село в Україні, у Новодунаєвецькій селищній територіальній громаді Кам'янець-Подільського району Хмельницької області.

## Назва
Назва Гамарня, найймовірніше, походить від польського слова «hamernia» — ковальський цех, нині вже застаріла назва для металообробного закладу, металоплавильні, водяної кузні. 
Виплавкою заліза в минулі часи займалися не тільки на Поліссі, але й на Поділлі. У руднях використовували досить поширений болотний залізняк, або болотну руду. Приміщення, де виплавляли залізо, в більшості випадків димарнею або гамарнею. Звідси й промисел називався гамарництвом, а село, де він був поширений — Гамарнею.
Спочатку село носило назву Адолина або Аделіна Слобода, яка походила від імені власниці села - Аделі Вільямовській. Згодом за селом закріпилася сучасна назва.

## Географія

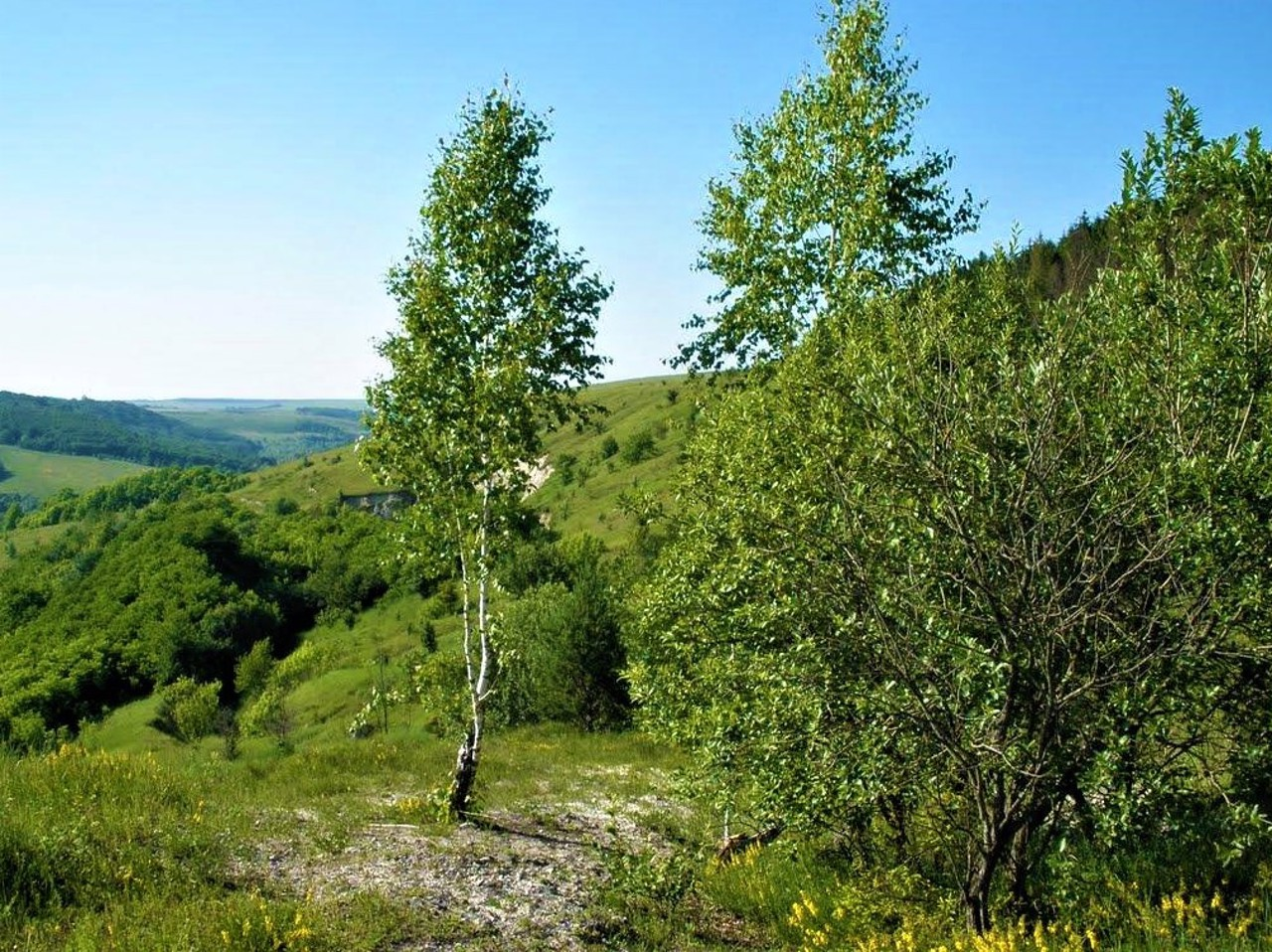
Гамарня. Мальовнича природа села

Село Гамарня розташоване в середній частині Подільської височини (Придністровська височина) у долині річки Ушиця (ліва притока Дністра).
Гамарня входить до складу Морозівського старостинського округу. Центр округи — село Морозів розташоване за 3 кілометри на захід від Гамарні. До центру громади - містечка Дунаївці — 22 кілометри, до Кам'янця-Подільського — 60 кілометрів, до Хмельницького — 65 кілометрів.

### Клімат
Гамарня знаходяться в межах вологого континентального клімату із теплим літом. За рахунок відсутності людей, природа повертає своє, погорби засіються само-насадження, відновлюються екосистеми та лісові насадження.

## Історія
Село Гамарня виникло у другій половині XVIII століття.
Входило до складу Солобковецької волості Ушицького повіту Подільської губернії.
З 1923 року Гамарня у складі Морозівської сільської ради Новоушицького району, з 3 червня 1925 року — Солобковецького району, з 1959 року — Дунаєвецького району.
Внаслідок поразки Перших визвольних змагань на початку XX століття, село надовго окуповане російсько-більшовицькими загарбниками.
Радянська окупація принесла колективізацію та розкуркулення, мешканці села зазнали репресій. Багатьох частинах Поділля відбувались масові селянські повстання, проти радянської влади.
В 1932–1933 селяни села пережили Голодомор.
Роки Великого терору 1936-1937 вбито осіб різних національностей і професій, багато людей було виселлено як сім'ї «ворогів народу».
По закінченню Другої світової війни у 1946—1947 роках мешканці села вчергове пережили голод.
З 1991 року в складі незалежної України.
13 серпня 2015 року шляхом об'єднання сільських рад, село увійшло до складу Новодунаєвецької селищної громади.
17 липня 2020 року, в результаті адміністративно-територіальної реформи та ліквідації Дунаєвецького району, село увійшло до складу Кам'янець-Подільського району.
Село почало розпадатися у 80-х роках, коли звідти стала виїжджати молодь – або в сусідні села, або в місто. До початку ХХІ століття там було три господарства. Зараз господарських книгах залишилось 13 домогосподарств, в яких ніхто не проживає. У всіх зареєстрованих господарствах є спадкоємці, тому село не зникає з карти. По всій країні таких мертвих сіл сотні, якщо не більше. Державні структури досить погано працюють в цьому напрямку, одні поселення потрібно вивести з реєстрів, через відсутність мешканців, інші, особливо коло великих міст, перевести у вищі категорії населених пунктів.

## Населення
За переписом населення України 2001 року в селі мешкало 5 осіб.
Згідно перепису 2015 року селі числилась одна особа, яка там не жила.
Станом на 2022 рік селі не залишилось жодного жителя.

### Мова
У селі були поширені західноподільська говірка та південноподільська говірка, що відносяться до подільського говору, який належить до південно-західного наріччя.
100 % населення вказало своєю рідною мовою українську мову за даними перепису 2001 року.

## Галерея

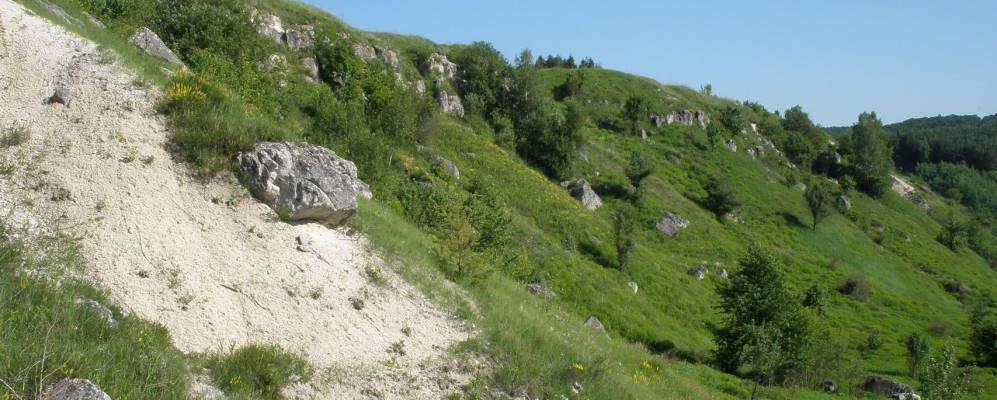
Гамарня. Обривисті береги Ушиці
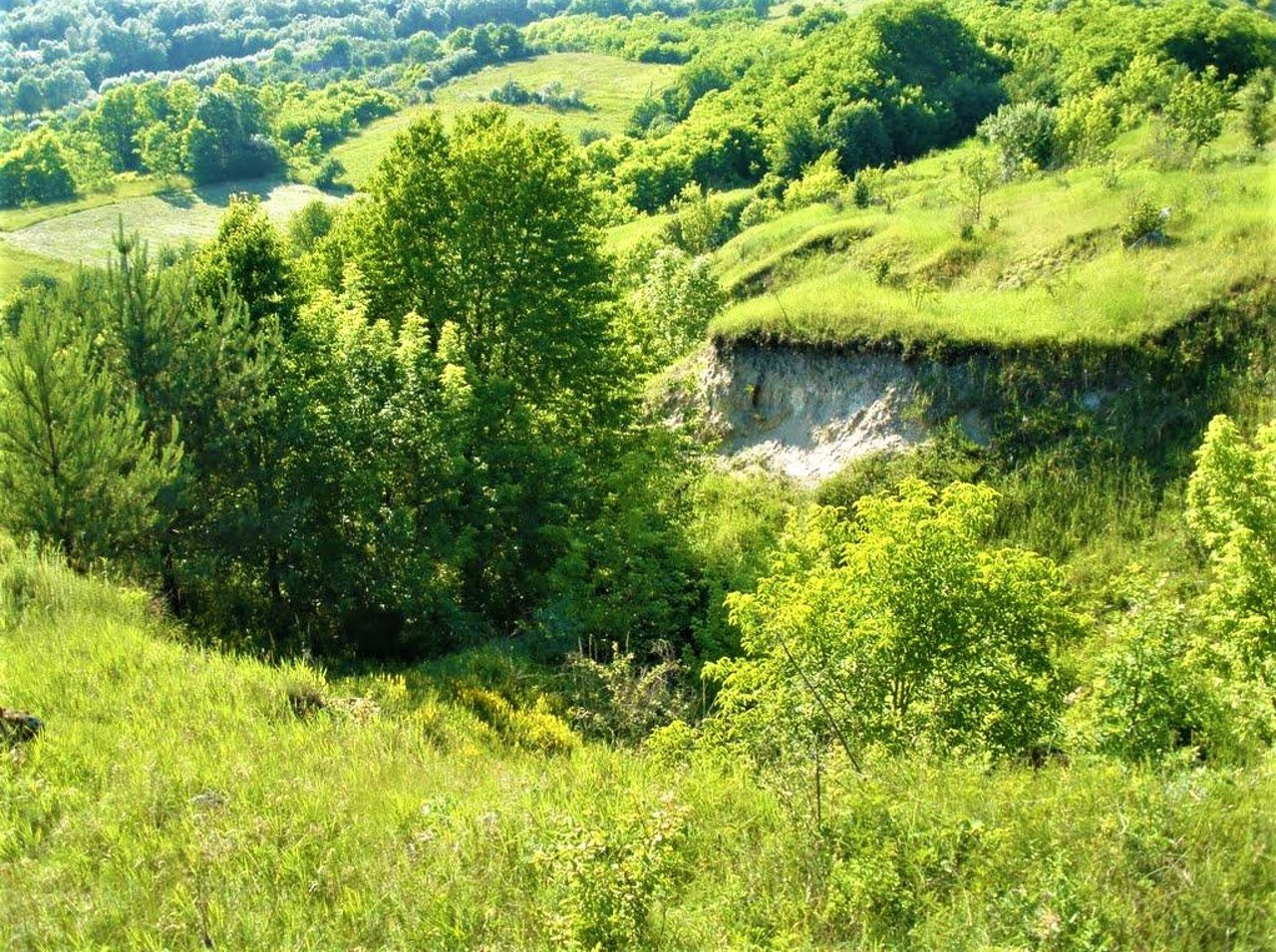
Долина Ушиці у Гамарні
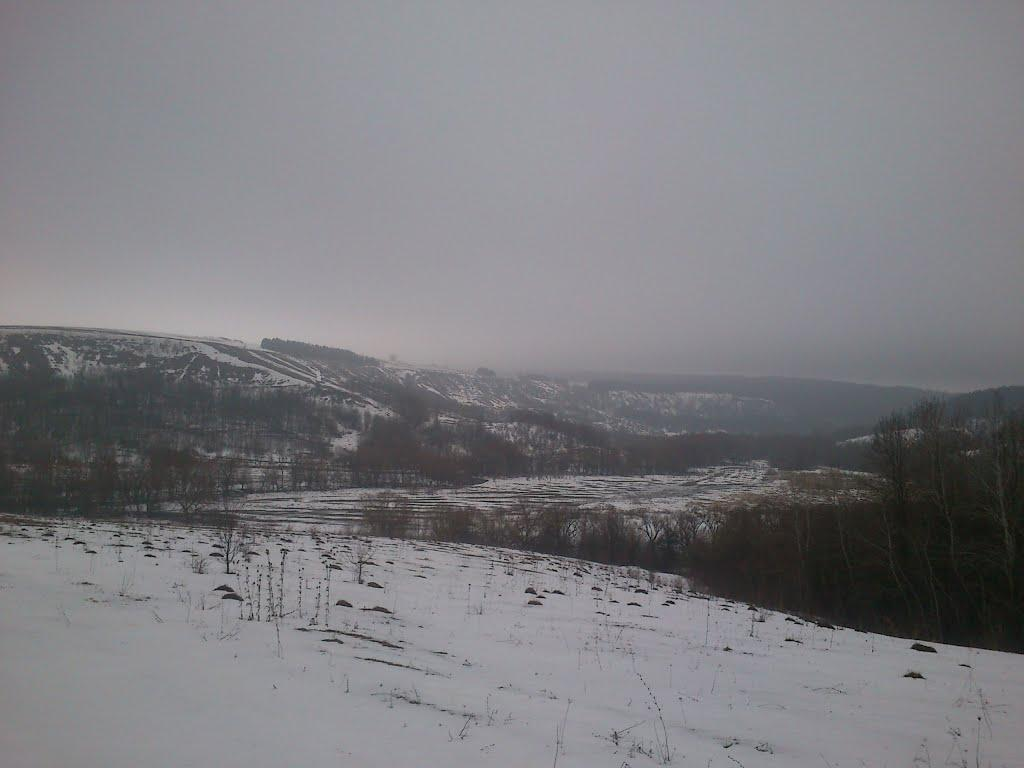
Зимові краєвиди в Гамарні